# إيزادور فريد
إيزادور فريد (بالإنجليزية: Isadore Freed) هو عازف بيانو وأستاذ جامعي وملحن بيلاروسي، ولد في 26 مارس 1900 في برست في روسيا البيضاء، وتوفي في 10 نوفمبر 1960.

## وصلات خارجية
- إيزادور فريد على موقع ميوزك برينز (الإنجليزية)